# Voleibol de praia nos Jogos Mundiais
O voleibol de praia fez parte do programa esportivo dos Jogos Mundiais apenas na quarta edição do evento, realizada em 1993, em Haia, após ser incluído no programa olímpico não fez mais parte nas próximas edições.

## Eventos
| Eventos   | 93 |
| --------- | -- |
| Masculino | •  |
| Feminino  | •  |